# Gomesa silvana
Gomesa silvana är en orkidéart som först beskrevs av Vitorino Paiva Castro och Marcos Antonio Campacci, och fick sitt nu gällande namn av Mark W. Chase och Norris Hagan Williams. Gomesa silvana ingår i släktet Gomesa och familjen orkidéer. Inga underarter finns listade i Catalogue of Life.